# Dipartimento di Boquerón
Il dipartimento di Boquerón è il sedicesimo dipartimento del Paraguay, situato nella Regione Occidentale. Il capoluogo è Filadelfia. È il dipartimento più esteso della nazione, con un'area di 91,669 km2.

## Divisione politica
Il dipartimento è diviso in 3 distretti: 
| Distretto                        | km²    | Abitanti (2002) |  |
| -------------------------------- | ------ | --------------- |  |
| Filadelfia                       |        |                 |  |
| Loma Plata                       |        |                 |  |
| Mariscal José Félix Estigarribia | 91.669 | 41.106          |  |

Nel 1992 il dipartimento Nueva Asunción è stato unito con Boquerón, ricreando effettivamente il dipartimento come nel 1945 quando venne diviso. Nel 1992 la capitale venne cambiata da Doctor Pedro P. Peña a quella attuale.

## Geografia fisica
Gran parte del territorio è occupato da una pianura arida, nella quale si possono trovare scarse paludi con acque salmastre. Il fiume principale è il Pilcomayo, che attraversa fasi di aridità ad altre di presenza d'acqua. Le precipitazioni nella zona sono molto scarse.

### Confini
Il dipartimento di Boquerón confina a nord con il dipartimento dell'Alto Paraguay, a est con i dipartimenti dell'Alto Paraguay e il dipartimento Presidente Hayes; a sud il fiume Pilcomayo lo separa dall'Argentina mentre a ovest il dipartimento confina con la Bolivia.

## Storia
Abitato per secoli da diverse tribù indigene appartenenti a famiglie linguistiche anche molto diverse tra loro, il territorio del dipartimento ha cominciato il proprio sviluppo dopo lo stanziamento, a partire dal 1926, dei primi coloni mennoniti. Negli anni trenta la zona fu il teatro di operazioni della guerra del Chaco, che si concluse con la vittoria dell'esercito paraguaiano su quello della Bolivia.

### Il dipartimento
La prima legge di divisione territoriale del paese creò nel 1906 la "Regione Occidentale", posta sotto amministrazione militare. Nel 1945 l'intera regione fu suddivisa in 3 dipartimenti, che divennero 5 nel 1973; nel 1992 il "dipartimento di Nueva Asunción" fu inglobato nel "dipartimento di Boquerón", che tornò ai confini del 1945.

Fino al dicembre del 2006 nel dipartimento esisteva un unico distretto, Mariscal José Félix Estigarribia, che si identificava in pratica con il dipartimento stesso. In seguito sono stati costituiti i distretti di Loma Plata e di Filadelfia; quest'ultima località era già stata designata come capoluogo dipartimentale nel 1992.

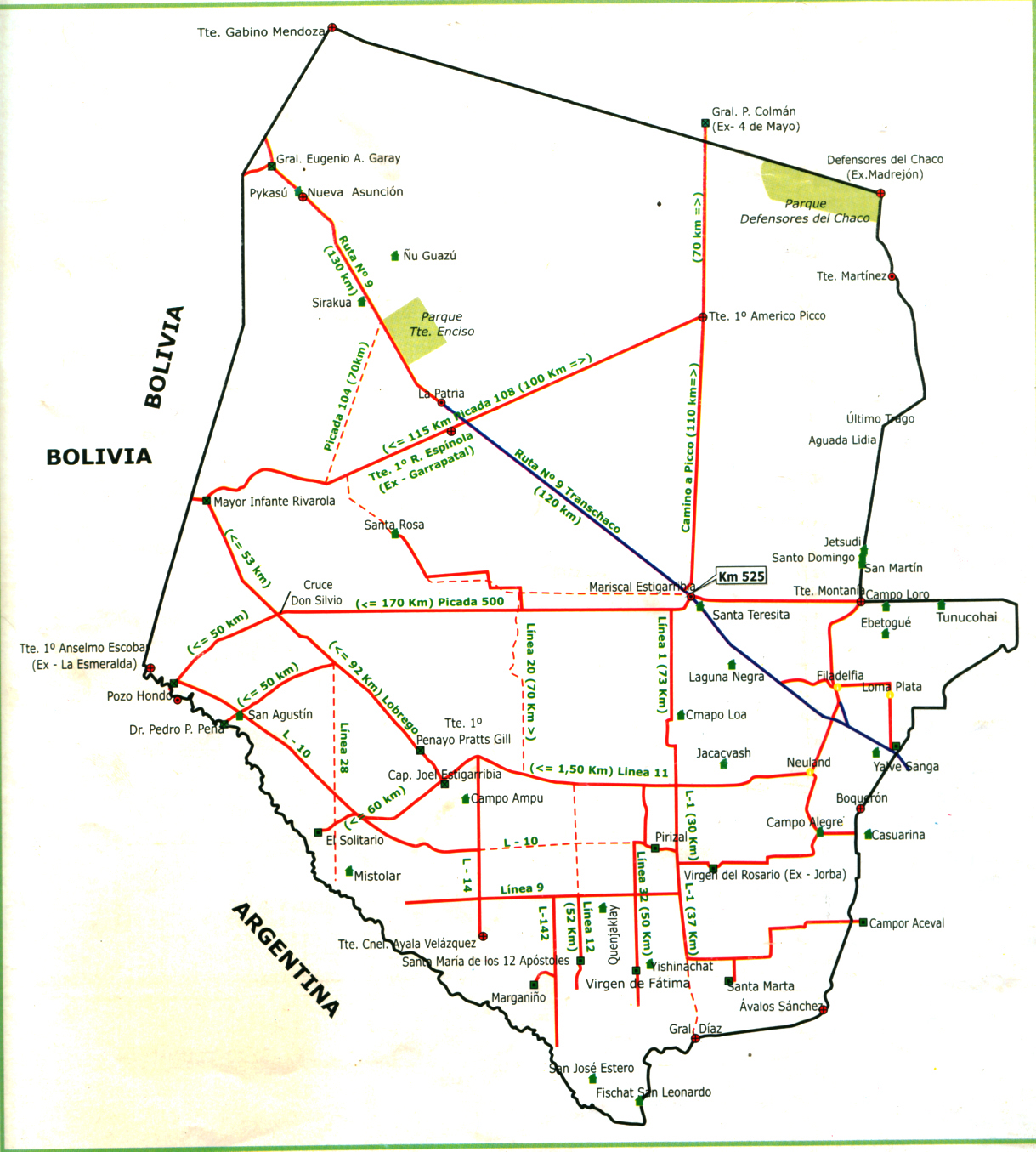
Mappa di Boquerón

## Economia
L'attività prevalente è l'allevamento, in particolare la carne e i derivati del latte prodotti dalle colonie mennonite sono apprezzati in tutto il paese, ma anche in Brasile e Bolivia. Nel dipartimento viene prodotto oltre un terzo del latte destinato alle industrie del paese. 
La produzione agricola è condizionata dal regime delle piogge, vi si producono arachidi, cotone, sorgo. 
Per quanto riguarda l'industria prevalgono i settori alimentare e delle attrezzature agricole. 
Recentemente si è sviluppato il turismo ecologico.

## Popolazione
Il dipartimento di Boquerón, pur essendo territorialmente il più esteso del paese, ha una tra le più basse densità abitative del Paraguay, a causa dell'estrema aridità della maggior parte del suolo. Quasi la metà degli abitanti è costituita da indigeni, raggruppati in 56 diverse comunità.
Nel dipartimento si trova inoltre un consistente numero di colonie di mennoniti originari della Germania.